# Dorothy Coonan
Dorothy Coonan Wellman (Minneapolis, 25 novembre 1913 – Brentwood, 16 settembre 2009) è stata un'attrice e ballerina statunitense.

## Biografia
Fu la moglie di William A. Wellman (1896-1975), dal 1934 fino alla morte del regista. È apparsa in numerose pellicole dirette dal marito, ma quasi mai accreditata e sempre in ruoli minori e secondari.
Dorothy Coonan nacque a Minneapolis, nel Minnesota. Si trasferì a Los Angeles da bambina con la famiglia.
All'età di 14 anni cominciò una carriera come ballerina per la Warner Bros.. I suoi primi film non la includono nei crediti ed i suoi ruoli sono pressoché marginali. Le sue prime apparizioni cinematografiche sono legate ai film La canzone di Broadway (1929), Whoopee (1930), Kiki (1931) e Il re dei chiromanti (1931).
I film più famosi nei quali recitò sono Quarantaduesima strada (1933), di Lloyd Bacon, e La danza delle luci (1933), di Mervyn LeRoy. In molti di questi film è coreografata da Busby Berkeley. 
L'incontro con Wellman avvenne durante il casting del film Selvaggi ragazzi di strada, nel 1933. I due si sposarono l'anno seguente.
È inoltre accreditata (fatto piuttosto raro nella sua carriera da attrice), nel film I forzati della gloria (1945), dove interpreta l'infermiera soprannominata Red, che si sposa con un soldato sul campo di battaglia per poi rimanere presto vedova. 
Dorothy visse assieme al marito per oltre quarant'anni, dal 1934 al 1975. La coppia ebbe sette figli. 
Morì nel 2009 all'età di 95 anni. Alla sua morte le sopravvissero, oltre ai figli, ventidue nipoti e venti pronipoti. 